# أبو الجوائز المطاميري
أبو الجوائز مقدار بن محمد المطاميري (؟؟؟ - ~520 هـ/1126 م) هو شاعر عربي من العراق عاش في القرن السادس الهجري. ولِدَ مقدار بن محمد في مطامير، وهي قرية تقع بالقرب من مدينة حلوان العراقيَّة التاريخيَّة، ولا يُعرَف الكثير عن تفاصيل حياته، سوى أنَّه كان من أشهر شعراء البلاط العباسي في خلافة المستظهر بالله، ومن بعده المسترشد بالله. ومدح المطاميري أيضاً أمير بادية العراق سيف الدولة أبأ الحسن صدقة، غير أنَّه لم يتقرَّب إليه مثلما فعل مع بني عباس. تُوفِّي أبو الجوائز المطاميري في حدود سنة 1126م.